# Muzeum Misyjne Misjonarzy Oblatów Maryi Niepokalanej w Obrze
Muzeum Misyjne Misjonarzy Oblatów Maryi Niepokalanej w Obrze – muzeum z siedzibą we wsi Obra (powiat wolsztyński). 

## Charakterystyka
Placówka jest prowadzona przez Zgromadzenie Misjonarzy Oblatów Maryi Niepokalanej, a jego siedzibą są pomieszczenia Wyższego Seminarium Duchownego Zgromadzenia, funkcjonującego w obrzańskim pocysterskim opactwie.
W ramach muzealnej wystawy prezentowane są pamiątki, związane z pobytem cystersów w Obrze oraz liczne eksponaty, pochodzące z krajów misyjnych całego świata. W zbiorach znajdują się rzeźby, przedmioty codziennego użytku, elementy strojów oraz przedmioty kultu pochodzące m.in. z Kamerunu, Tanzanii, Madagaskaru, Lesotho, Brazylii, Paragwaju, północnej Kanady, Tajlandii, Sri Lanki, Uzbekistanu, Turkmenistanu, a także z Polski i Ukrainy.
Zwiedzanie muzeum odbywa się po uprzednim uzgodnieniu z opiekunami zbiorów.